# 三浦拓
三浦 拓（みうら たく、1992年5月19日 - ）は、北海道函館市出身のプロフットサル選手。湘南ベルマーレフットサルクラブやエスポラーダ北海道に所属していた。ポジションはGK。元フットサル日本代表。

## 経歴
函館市立神山小学校1年時に極真空手をはじめ、2年時には極真会館の北海道大会で優勝した。周囲に空手をしている子どもが少なかったことから、小学4年時にアストーレ鍛神FCに入団してサッカーをはじめた。5年生時には函館選抜にも選ばれ、函館選抜の同期には松原修平がいた。
函館市立赤川中学校に在学していた中学年代ではスプレッド・イーグルFC函館に在籍。北海道選抜として日本クラブユースサッカー選手権 (U-15)大会に出場し、宇佐美貴史らがいたガンバ大阪ジュニアユースとも対戦している。降雪でグラウンドが使用できない冬季はフットサルを行い、中学3年時の2008年1月の全日本ユース(U-15)フットサル大会では全国優勝した。
高校は北海道を離れ、栃木の矢板中央高等学校に進学。1年生時からレギュラーを掴むと、2年時には第88回全国高等学校サッカー選手権大会にて第3位という成績を収めた。3回戦の作陽高等学校戦PK戦で1本止める活躍を見せた。サッカー漫画キャプテン翼に登場する若島津健同様に空手経験があることなどから、「栃木の若嶋津」と名付けられた。3年時の第89回全国高校サッカー選手権栃木県大会では準々決勝の作新学院高等学校戦でPK2本をセーブする活躍を見せた。
矢板中央高校卒業後には日本体育大学へ進学し、大学進学と同時に関東フットサルリーグのファイルフォックス府中のセレクションを受けて合格。難波田治や石渡良太らチームメイトの影響で、本格的にフットサルの道を志した。
2014年3月から4月にはスペイン1部のマグナ・ナバーラの練習に参加し、スペイン遠征中のフットサル日本代表との練習試合にも出場した。帰国後にはFリーグの湘南ベルマーレフットサルクラブに加入した。

## 所属クラブ
- 2003-2005 アストーレ鍛神FC
- 2005-2008 スプレッドイーグルFC函館
- 2008-2011 矢板中央高等学校

フットサル
- 2011-2014 ファイルフォックス府中（関東リーグ）
- 2014-2016 湘南ベルマーレ（Fリーグ）
- 2016- エスポラーダ北海道（Fリーグ）